# Forges de Lanouée
Forges de Lanouée – gmina we Francji, w regionie Bretania, w departamencie Morbihan. W 2013 roku liczba ludności wynosiła 2293 mieszkańców. 
Gmina została utworzona 1 stycznia 2019 roku z połączenia dwóch ówczesnych gmin: Les Forges oraz Lanouée. Siedzibą gminy została miejscowość Lanouée. 